# Palacio de los Kanes de Bakú
Palacio de los Kanes de Bakú (en azerí: Bakı xanlarının evi) se localiza en Icherisheher, Bakú, Azerbaiyán, fue residencia de los Kanes de Bakú hasta 1806.

## Historia

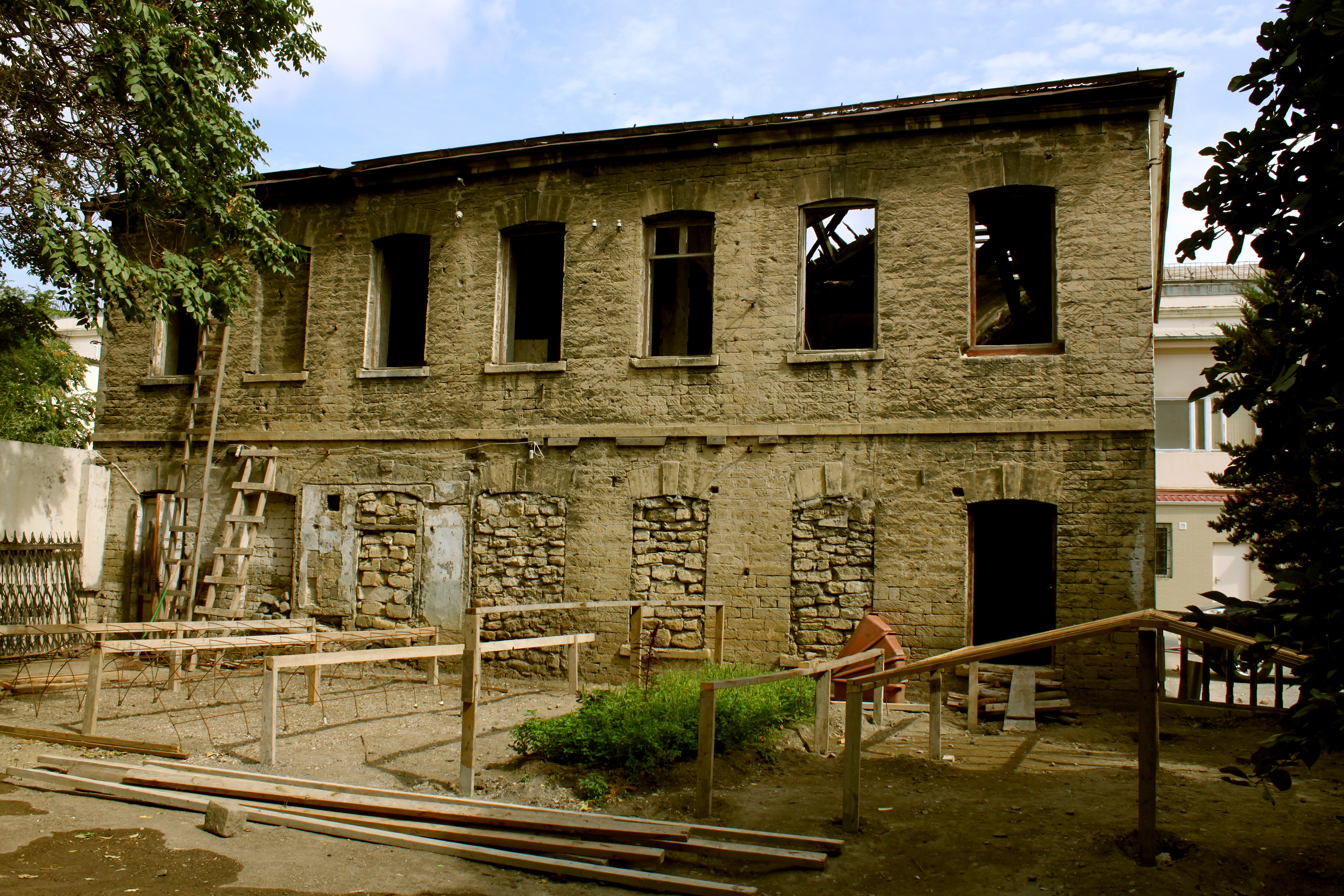
El palacio de los kanes de Bakú antes de su restauración

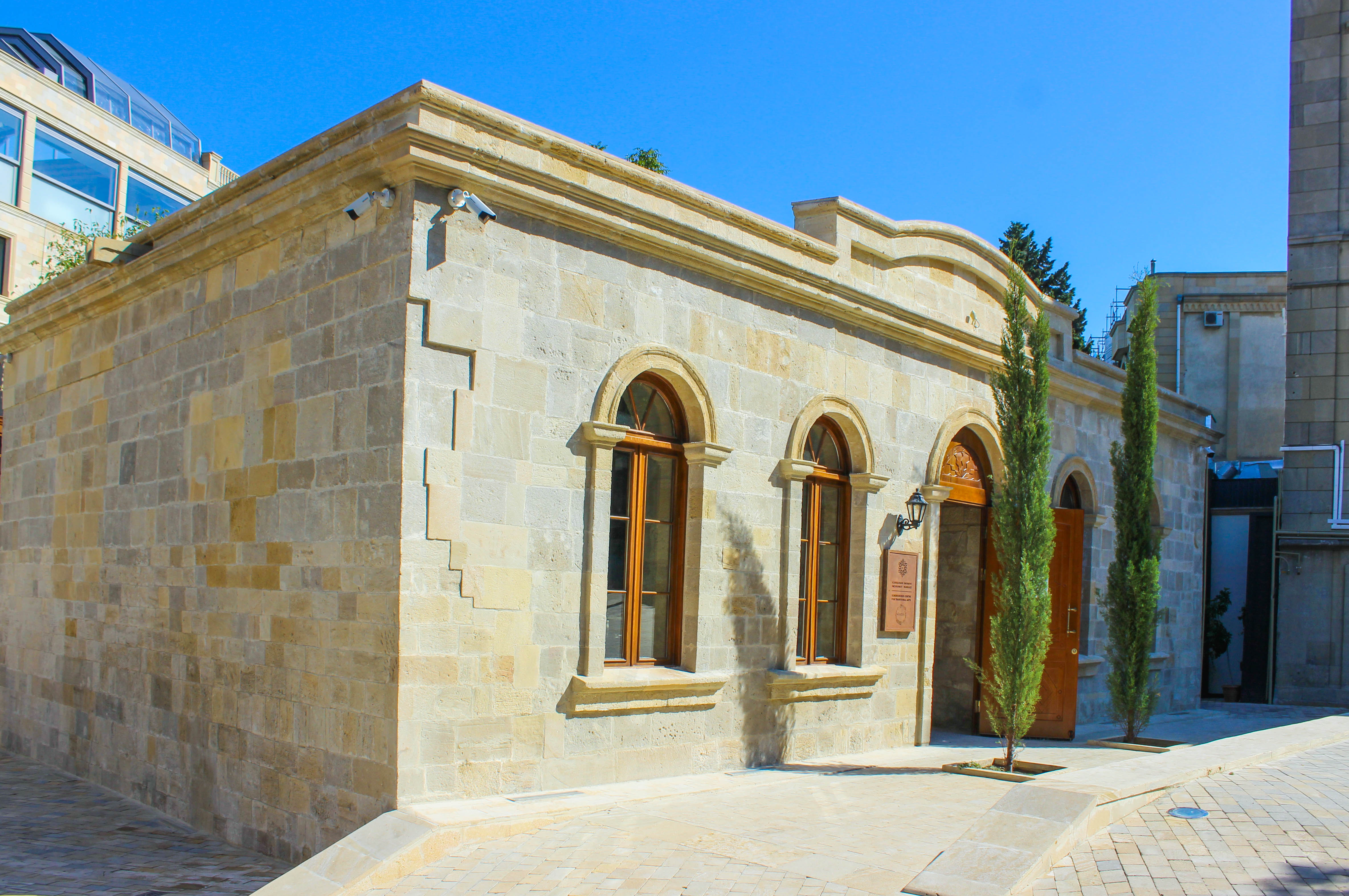
El palacio de los kanes de Bakú después de su restauración

El palacio data de los siglos XVII y XVIII. El palacio de los Kanes de Bakú se encuentra no lejos de Gosha Gala (la Puerta de Shamakhi). Después del colapso del estado de Shirvanshah, durante el período de los kanatos en el territorio de Azerbaiyán, los kanes de Bakú vivían aquí.
El complejo incluye la residencia, un jardín del jan, una baño subterránea, una mezquita del kan, un pozo medieval, un sistema de riego y las ruinas de un taller de cerámica.
En 1985-1986 en una parte del palacio se llevaron a cabo las excavaciones arqueológicas. Además, junto con un gran número de ejemplos materiales y culturales, también se descubrieron el sistema subterráneo de suministro de agua y las estructuras arquitectónicas subterráneas.
En septiembre de 2018 se comenzaron los trabajos de restauración y conservación. Ahora el palacio se funciona como museo.  

### Los kanes vivieron en el palacio
- 1747-1765 - Mirza Mohammed kan (hijo de Dergahqulu kan);
- 1765-1784 - Malik Mohammed kan (hijo de Mirza Mohammed kan I);
- 1784-1791 - Mirza Mohammed kan (hijo de Malik Mohammed kan);
- 1791-1792 - Mahammad Gulu kan (hijo de Mirza Mohammed kan I);
- 1792-1806 - Huseyn Gulu kan (hijo de Haji Aligulu Agha kan).